# 명곡동 (창원시)
명곡동(明谷洞)은 경상남도 창원시 의창구의 법정동이자 행정동이다. 명서1·명서2지구는 전형적인 주거지역으로 인구가 과밀하고 행정수요가 많으며 도계지구는 근린생활 및 주거지역으로 도심의 외곽에 위치한 인구 유동이 큰 지역이다.

## 연혁
- 1973년 7월 1일 이전에는 창원군 창원면, 상남면
- 1980년 4월 1일 창원시 의안동(도계), 창원시 상북동(명서1, 2)
- 1986년 11월 10일 명서동 (법정동) 설치
- 1991년 8월 28일 상북동이 명서동으로 행정동 변경
- 1992년 9월 1일 명서동이 명서1, 2동으로 분동
- 1995년 3월 1일 의안동에서 도계동으로 분동
- 1997년 7월 14일 도계, 명서1, 명서2동이 명곡동으로 통합
- 2010년 7월 1일 통합창원시(창원,마산,진해) 출범 - 창원시 의창구 명곡동

## 법정동
- 도계동(道溪洞)
- 명곡동(明谷洞)
- 명서동(明西洞)
- 서곡동(西谷洞)

## 교육
- 명곡초등학교
- 명곡여자중학교
- 명지여자고등학교
- 명곡고등학교